# Our Films, Their Films
Our Films, Their Films est un recueil de critiques de films écrit par le célèbre écrivain, compositeur et cinéaste bengalais Satyajit Ray.
L'ouvrage rassemble des articles de journaux et écrits personnels, il a été édité la première fois en Inde en 1976 ; une traduction en anglais a été éditée aux États-Unis et au Royaume-Uni en 1992.
Cette anthologie est parue en deux parties.